# Brouwer (Familienname)
Brouwer ist ein niederländischer Familienname.

## Herkunft und Bedeutung
Brouwer ist ein Berufsname und bezieht sich auf den Beruf des Brauers.

## Varianten
- Brauer (deutsch)
- Brewer (englisch)
- Brewster (englisch)

## Namensträger
- Adriaen Brouwer (1605–1638), flämischer Maler
- Alexander Brouwer (* 1989), niederländischer Beachvolleyballspieler
- Andries Brouwer (* 1951), niederländischer Mathematiker und Informatiker
- Anthonius Brouwer (1827–1908), niederländischer Kirchenmaler, Lithograf und Zeichner
- Antoinette Brouwer (1894–1969), niederländische Malerin
- Bernardus Brouwer (1881–1949), niederländischer Neurologe
- Bertha Brouwer (genannt „Puck“, verheiratete van Duyne; 1930–2006), niederländische Sprinterin
- Carolijn Brouwer (* 1973), niederländisch-belgische Seglerin
- Christoph Brouwer (1559–1617; latinisiert Christoph Brouwerus), deutscher Jesuit und Historiker
- Cornelis Brouwer (1634–1681), niederländischer Maler
- Cornelis Brouwer (Leichtathlet) (1900–1952), niederländischer Marathonläufer
- Dirk Brouwer (1902–1966), niederländisch-US-amerikanischer Astronom
- Emanuel Brouwer (1881–1954), niederländischer Gerätturner
- Gijs Brouwer (* 1996), niederländischer Tennisspieler
- Hendrik Albertus Brouwer (1886–1973), niederländischer Geologe
- Hendrik Brouwer (~1581–1643), niederländischer Seefahrer und Generalgouverneur von Niederländisch-Ostindien
- Henk Brouwer (* 1953), niederländischer Leichtathlet
- Hubertus Brouwer (1911–1980), niederländischer Maler, Grafiker, Glasmaler, Mosaik- und Keramikkünstler
- Ina Brouwer (* 1950), niederländische Politikerin
- Jan Brouwer (* 1940), niederländischer Fußballtrainer
- Joana Brouwer (* 1951), deutsche Autorin
- Joëlle De Brouwer (* 1950), französische Mittel- und Langstreckenläuferin
- Johan Brouwer (1898–1943), niederländischer Autor, Romanist, Hispanist, Übersetzer und Widerstandskämpfer
- Jordy Brouwer (* 1988), niederländischer Fußballspieler
- Leo Brouwer (* 1939), kubanischer Gitarrist und Komponist
- Luitzen Egbertus Jan Brouwer (1881–1966), niederländischer Mathematiker
- Matthijs Brouwer (* 1980), niederländischer Hockeyspieler
- Ninón de Brouwer Lapeiretta (1907–1989), dominikanische Komponistin und Pianistin
- Otto-Theodor Brouwer (1906–1983), deutscher Politiker (DP, GDP, NPD)
- Piet de Brouwer (1880–1953), niederländischer Bogenschütze
- Piet Brouwer (* 1971), niederländischer Physiker
- Ronald Brouwer (* 1979), niederländischer Hockeyspieler
- Ruth Brouwer (1930–2020), niederländische Bildhauerin, Medailleurin und Zeichnerin
- Sigmund Brouwer (* 1959), kanadischer Schriftsteller
- Tibor Brouwer (* 1985), deutscher Sänger (Bariton)
- Tiemen Brouwer (1916–1977), niederländischer Bauernfunktionär und Politiker (KVP)
- Tiffany Brouwer (* 1984), US-amerikanische Schauspielerin, Synchronsprecherin und Model
- Troy Brouwer (* 1985), kanadischer Eishockeyspieler
- Walther Brouwer (1895–1979), deutscher Pflanzenbauwissenschaftler
- Wouter Brouwer (1882–1961), niederländischer Fechter